# Lista de canídeos

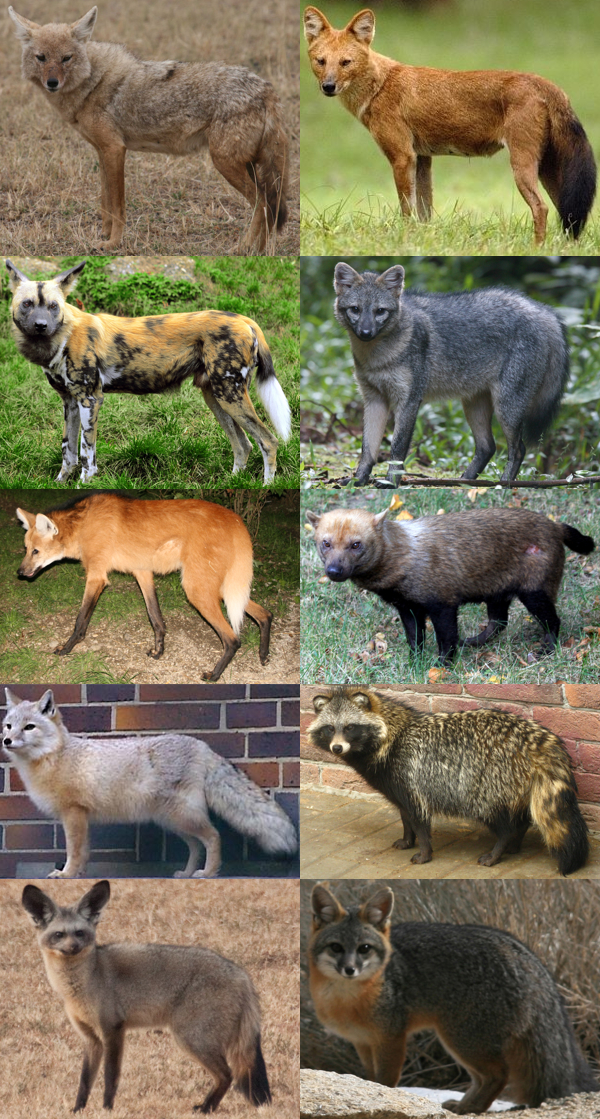
10 dos 12 gêneros de canídeos vivos; da esquerda para a direita, de cima para baixo: Canis, Cuon, Lycaon, Cerdocyon, Chrysocyon, Speothos, Vulpes, Nyctereutes, Otocyon e Urocyon

Canidae é uma família de mamíferos da ordem Carnivora que engloba cães, lobos, chacais, coiotes, raposas, dingos e muitos outros animais similares, tanto extintos quanto vivos. Um membro dessa família é chamado canídeo; todas as espécias vivas são partes de uma única subfamília, Caninae, e chamados caninos. Eles são encontrados em todos os continentes com exceção da Antártida, tendo chegado independentemente ou acompanhados por humanos durante longos períodos de tempo. Canídeos variam em tamanho, incluindo rabos, desde os 2 metros do lobo-cinzento aos 46 centímetros do feneco. Quantidades das populações variam do lobo-das-malvinas, extinto desde 1876, ao lobo, cuja subespécie de cão doméstico conta com uma população de mais de 1 bilhão de indivíduos. O plano corporal dos canídeos é similar entre as espécies, tipicamente tendo focinhos compridos, orelhas apontadas para cima, dentes adaptados para quebrar ossos e cortar carne, pernas compridas e caudas espessas. A maior parte das espécies são sociais, vivendo em unidades familiares ou pequenos grupos e se comportando cooperativamente. Tipicamente, apenas o par dominante em um grupo se reproduz, e uma ninhada de filhotes nasce anualmente em uma toca subterrânea. Canídeos se comunicam por sinais olfativos e vocalizações. Um canídeo, o cão doméstico, entrou em uma relação de cooperação com humanos há pelo menos 14.000 anos e hoje continua sendo um dos animais doméstico mais populosos no mundo.
Os 14 gêneros e 37 espécies de canídeos são principalmente divididos entre duas tribos: Canini, de animais similares a lobos, que inclui 10 gêneros e 20 espécies, contendo a subtribo Canina e a subtribo Cerdocyonina; e Vulpini, de animais similares a raposas, contendo 3 gêneros e 14 espécies. Não incluído em nenhuma das duas está o gênero Urocyon, que inclui 2 espécies, a raposa-cinzenta e a raposa-das-ilhas, e acredita-se ser basal à família. Além dos Caninae vivos, a família Canidae contém outras duas subfamílias designadas Hesperocyoninae e Borophaginae. Espécies extintas também foram atribuídas à subfamília Caninae, em tanto gêneros extintos quanto vivos; pelo menos 80 espécies extintas de Caninae são conhecidas, bem como mais de 70 espécies de Borophaginae e quase 30 de Hesperocyoninae, apesar de que graças a estudos e descobertas contínuas o número e categorização exatos não é fixo. Os primeiros canídeos encontrados pertencem à Hesperocyoninae, e acredita-se que divergiram da atual subordem Caniformia há cerca de 37 milhões de anos.

## Convenções
Os códigos de estados de conservação listados seguem a Lista Vermelha de Espécies Ameaçadas da União Internacional para a Conservação da Natureza (IUCN). Mapas do alcance de cada espécie são fornecidos quando possível; se um mapa de alcance não estiver disponível, uma descrição de seu alcance é fornecida. Alcances são baseados na lista vermelha de IUCN para aquela espécie, exceto quando informado. Todas as espécies ou subespécies extintas listadas ao lado de espécies vivas foram extintas depois de 1500, e são indicadas por um símbolo de adaga "†".

## Classificação
A família Canidae consiste de 35 espécies vivas pertencendo a 12 gêneros e divididas em 194 subespécies vivas, bem como o gênero extinto Dusicyon, contendo duas espécies extintas, e 13 subespécies extintas de lobo, que foram as únicas espécies de canídeo a serem extintas desde a pré-história. Isso não inclui espécies híbridas (como o cão-lobo ou o coylobo) ou espécies pré-históricas extintas (como o lobo-terrível ou o Epicyon). Estudos moleculares modernos indicam que os 13 gêneros podem ser agrupados em 3 tribos ou clados.

#### Subfamília Caninae
- Tribo Canini
  - Subtribo Canina
    - Gênero Canis: cinco espécies
    - Gênero Cuon: uma espécie
    - Gênero Lupulella: duas espécies
    - Gênero Lycaon: uma espécie

  - Subtribo Cerdocyonina
    - Gênero Atelocynus: uma espécie
    - Gênero Cerdocyon: uma espécie
    - Gênero Chrysocyon: uma espécie
    - Gênero Dusicyon†: duas espécies
    - Gênero Lycalopex: seis espécies
    - Gênero Speothos: uma espécie
- Tripo Vulpini
  - Gênero Nyctereutes: uma espécie
  - Gênero Otocyon: uma espécie
  - Gênero Vulpes: doze espécies
- Gênero Urocyon: duas espécies

## Canídeos
A seguinte classificação é baseada na Taxonomia de Wilson e Reeder de 2005, com expansão por propostas geralmente aceitas feitas desde então por análises filogenéticas moleculares, como a promoção do lobo-dourado-africano à sua própria espécie separada do chacal-dourado, e a separação do gênero Lupulella de Canis. Há muitas propostas adicionais que são disputadas, como a promoção do lobo-vermelho e do lobo-oriental de subespécies de lobo a espécies, ou a adição da subespécie de lobo-italiano, qua não são incluídos aqui. Os mapas de alcance, habitat, dieta e população são baseados em dados da IUCN. O tamanho é baseado no livro Carnivores of the World de Luke Hunter ou nos dados da iniciativa ARKive.

### Subfamília Caninae

#### Tribo Canini
| Nome comum | Nome científico e subespécies | Alcance                            | Tamanho e ecologia | Estado da IUCN e população estimada |
| ---------- | ----------------------------- | ---------------------------------- | --- | ----------------------------------- |
| Lobo-guará | C. brachyurus Illiger, 1815   | Centro e sudeste da América do Sul | Tamanho: 100–130 cm de comprimento, mais 45 cm de cauda Habitat: floresta, pântano, prado, matagal e savana Dieta: principalmente frutas, artrópodes e pequenos e médios vertebrados | NT · 17.000                         |

| Nome comum        | Nome científico e subespécies | Alcance               | Tamanho e ecologia                                                 | Estado da IUCN e população estimada |
| ----------------- | ----------------------------- | --------------------- | ------------------------------------------------------------------ | ----------------------------------- |
| Lobo-das-malvinas | D. australis Kerr, 1792       | Ilhas Malvinas        | Tamanho: desconhecido Habitat: prado e matagal Dieta: desconhecida | EX · 0                              |
| Dusicyon avus†    | D. avus Burmeister, 1866      | Sul da América do Sul | Tamanho: desconhecido Habitat: prado e matagal Dieta: desconhecida | EX · 0                              |

## Canídeos pré-históricos
Além de canídeos vivos, várias espécies pré-históricas foram descobertas e classificadas como parte da família Canidae. Pesquisas de filogenia molecular e morfogênica os encaixaram dentro da subfamília viva Caninae, bem como mas subfamílias extintas Hesperocyoninae e Borophaginae. Dentro da Caninae, espécies pré-históricas foram encaixas tanto em gêneros vivos quanto em gêneros extintos separados.
A classificação geralmente aceita de espécies de canídeos é majoritariamente baseada, para os Hesperocyoninae, em trabalhos de Xiaoming Wang, curador de mamíferos terrestres no Museu de História Natural do Condado de Los Angeles, e em trabalhos de Wang e dos zoólogos Richard H. Tedford e Beryl E. Taylor para Borophaginae e Caninae. As espécies e classificações listadas abaixo são todas desses trabalhos; exceções graças a espécies descobertas mais recentemente também são listadas com citações. Nem todas essas classificações são universalmente aceitas, e classificações alternativas de espécies são listadas abaixo. Quando disponível, o período aproximado quando a espécie viveu é listado em milhões de anos atrás (Maa), com base em dados da Paleobiology Database. Todas as espécies listadas estão extintas; onde um gênero, subtribo ou tribo dentro da Caninae contém apenas espécies extintas, isto é indicado com um símbolo de adaga †.

### Subfamília Caninae
- Tribo Canini
  - Subtribo Canina
    - Gênero Canis
      - C. antonii

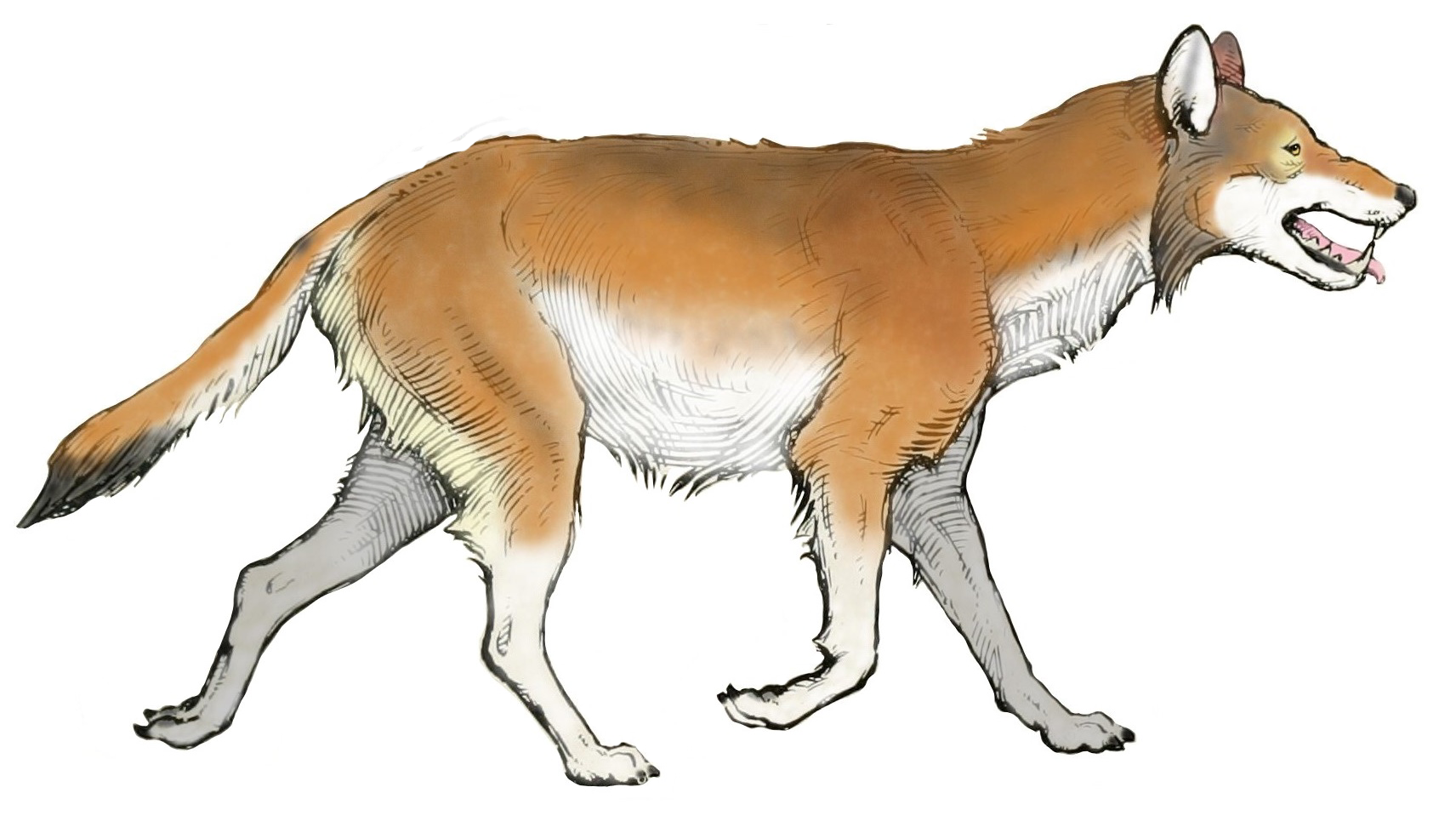
Restauração do C. dirus (Lobo-terrível)

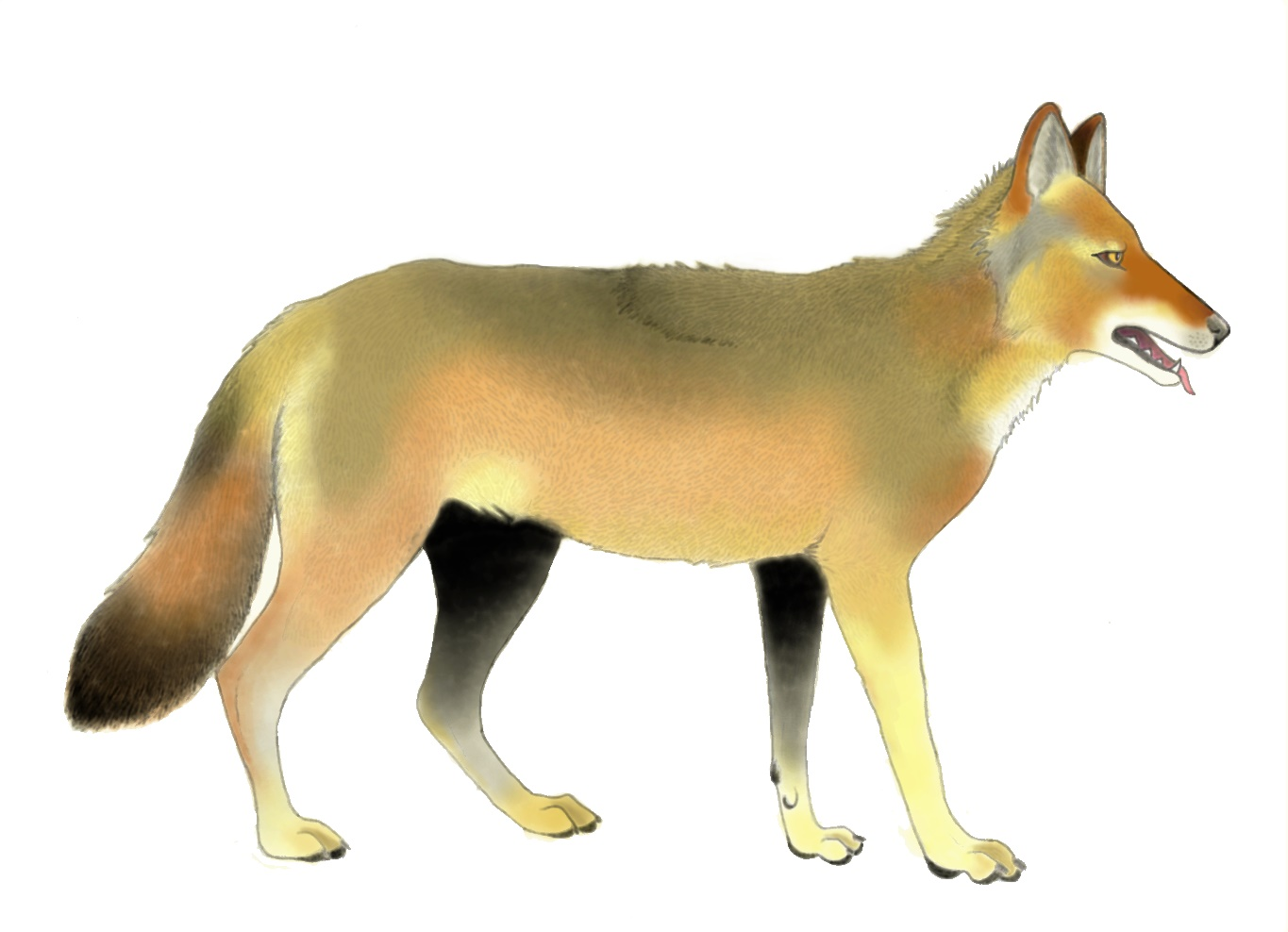
Restauração do C. arnensis

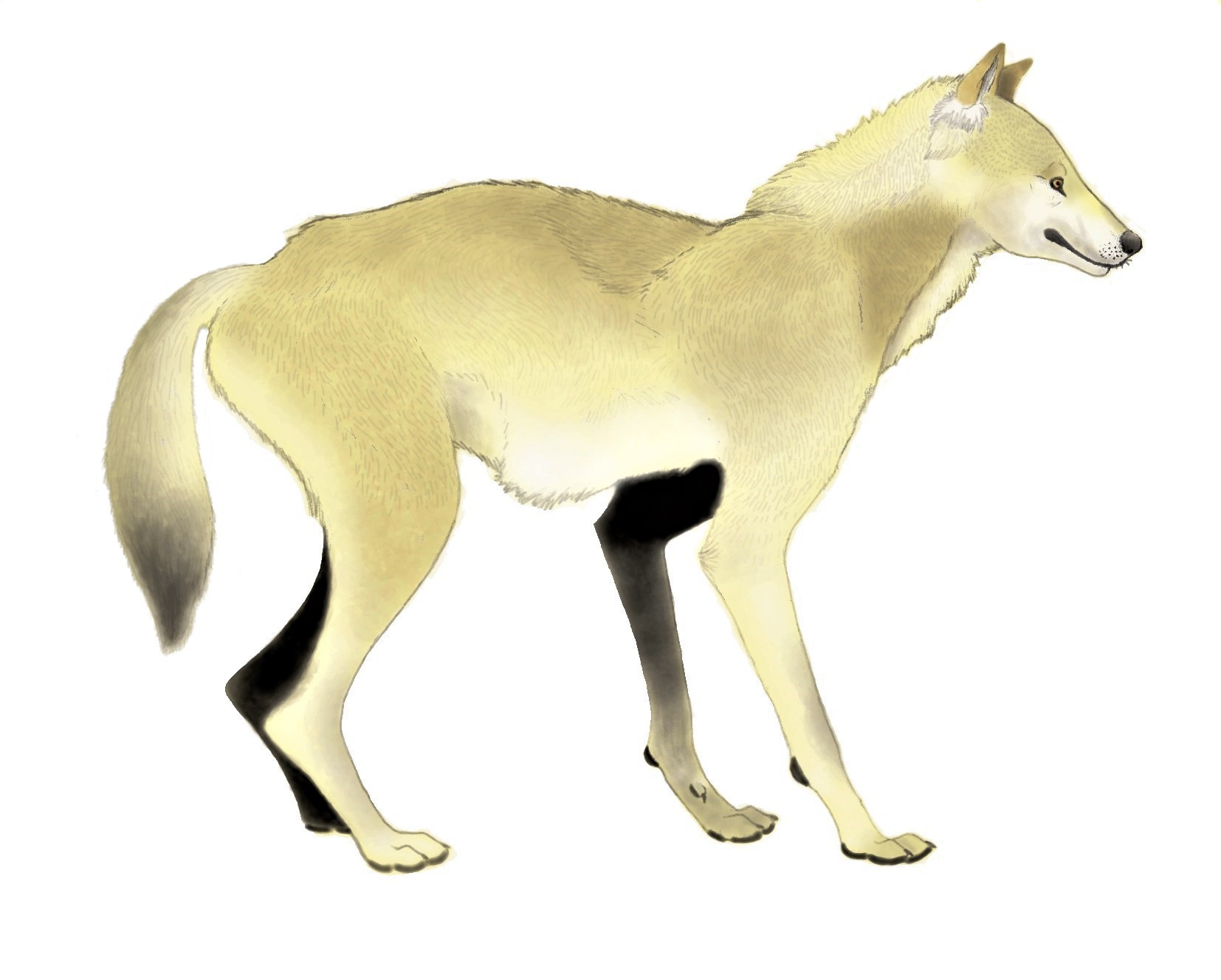
Restauração do C. etruscus

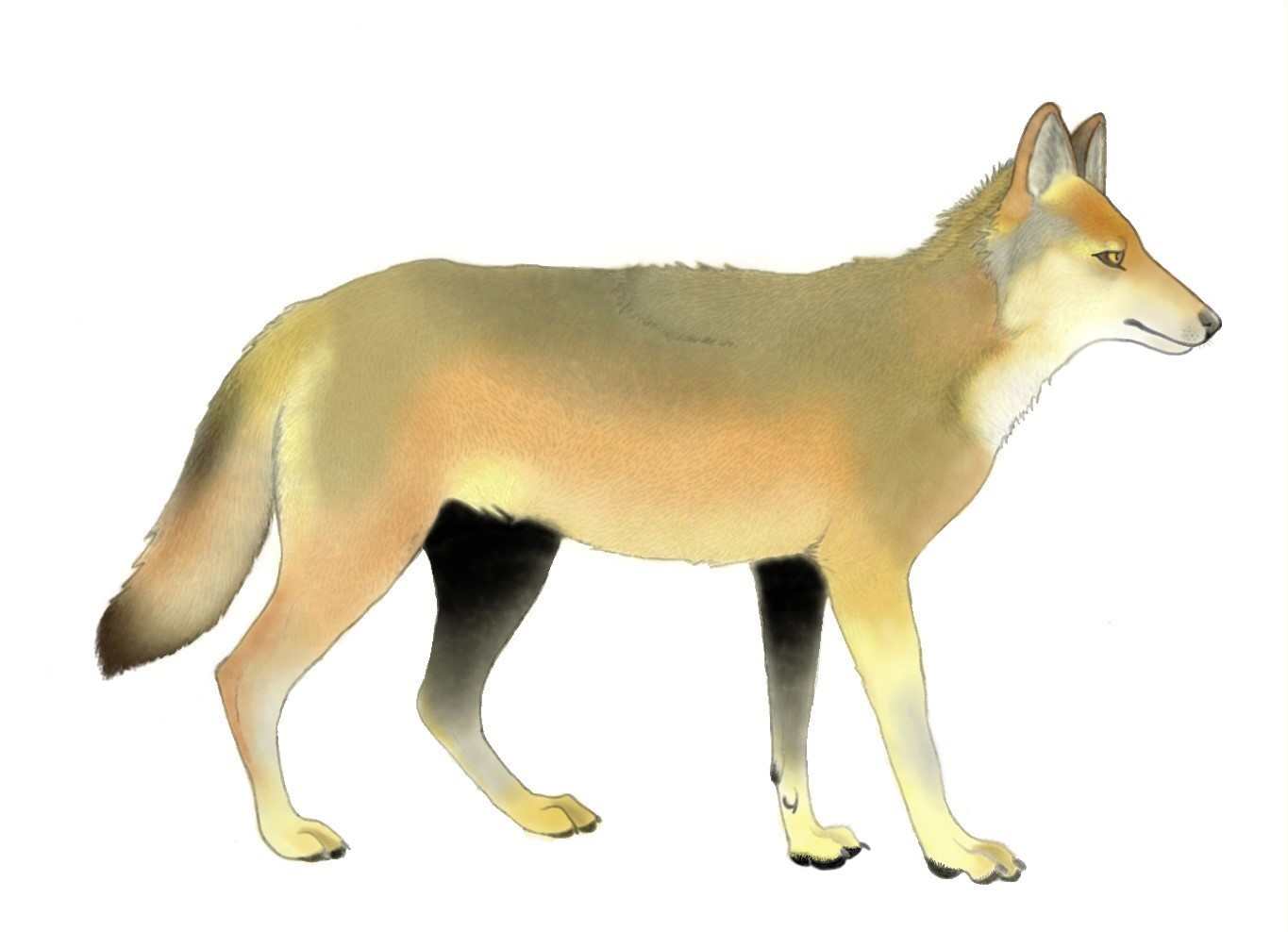
Restauração do C. othmani

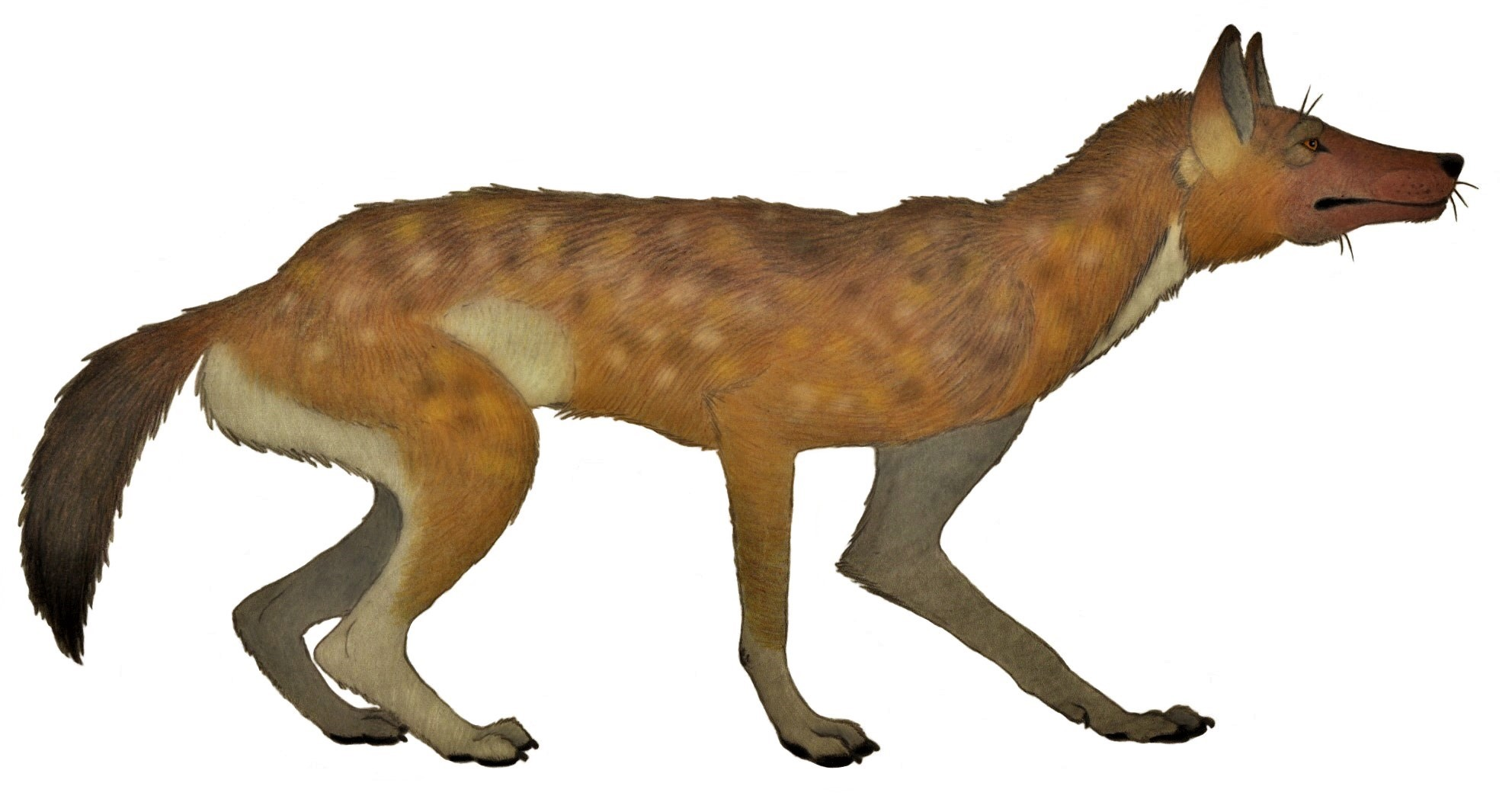
Restauração do C. sardous

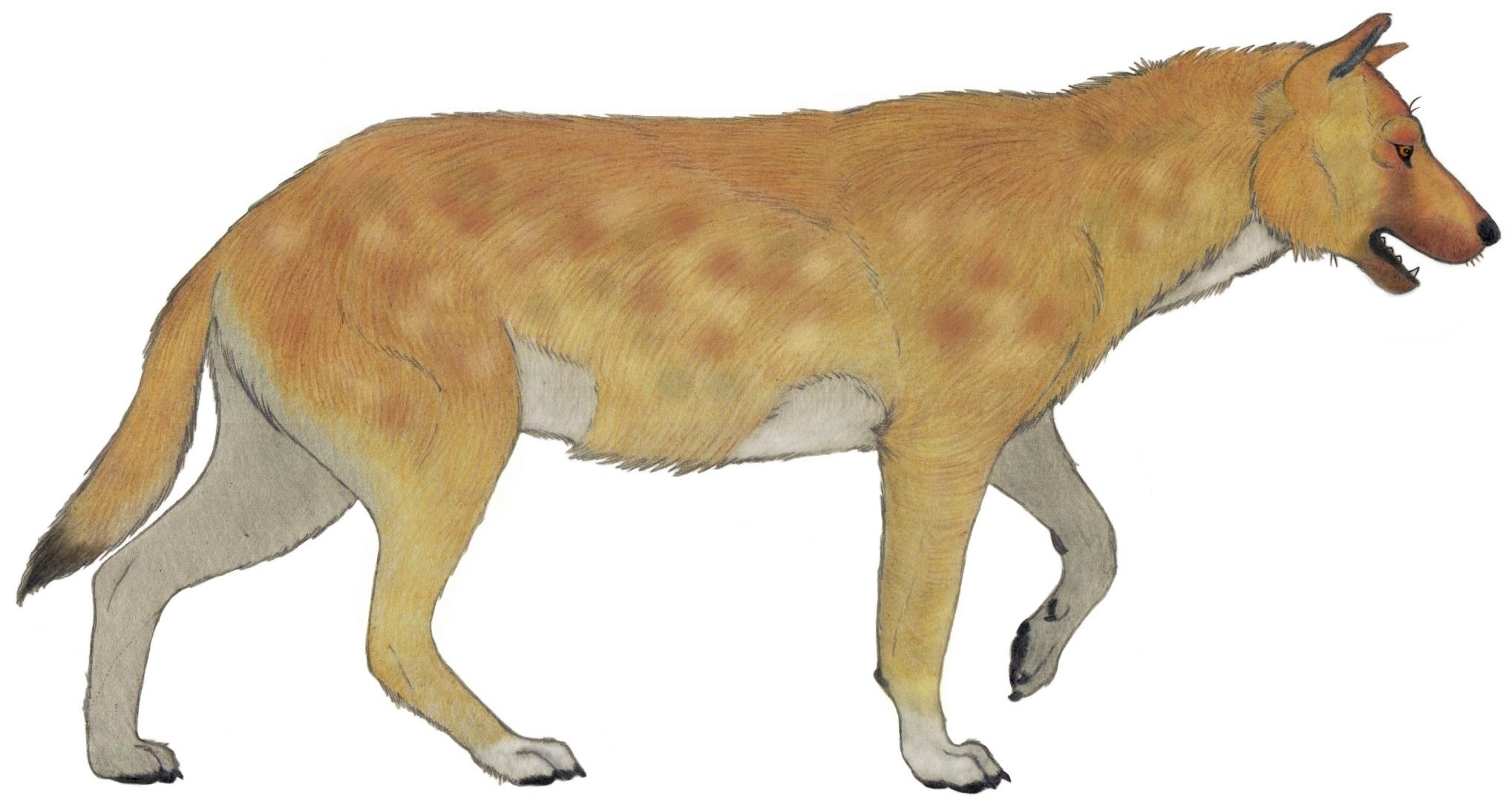
Restauração do X. lycanoides

      - C. apolloniensis (2,6–0,78 Maa)[11]
      - C. armbrusteri (1,8–0,012 Maa)
      - C. arnensis (2,6–0,78 Maa)
      - C. brevicephalus
      - C. cedazoensis (1,8–0,3 Maa)
      - C. chihliensis
      - C. cipio[c]
      - C. dirus (Lobo-terrível) (1,8–0,012 Maa)
      - C. edwardii (23–0,78 Maa)
      - C. etruscus (2,6–0,13 Maa)
      - C. ferox  (4,9–2,6 Maa)
      - C. gezi
      - C. leilhardi
      - C. lepophagus (4,9–0,012 Maa)
      - C. longdanensis
      - C. mosbachensis (2,6–0,13 Maa)
      - C. nehringi
      - C. othmani[12]
      - C. palmidens
      - C. variabilis (Lobo-variável)

    - Gênero Cynotherium†
      - C. sardous (0,13–0,012 Maa)

    - Gênero Eucyon†
      - E. adoxus
      - E. davisi (5,3–3,6 Maa)
      - E. intrepidus
      - E. monticinensis
      - E. odessanus
      - E. skinneri (13,6–10,3 Maa)
      - E. zhoui

    - Gênero Lycaon
      - L. magnus
      - L. sekowei

    - Gênero Mececyon†
      - M. trinilensis

    - Gênero Megacyon†
      - M. merriami (3,6–2,6 Maa)

    - Gênero Nurocyon†
      - N. chonokhariensis

    - Gênero Xenocyon†[d]
      - X. africanus
      - X. antonii
      - X. falconeri
      - X. lycaonoides (0,78–0,3 Maa)

  - Subtribo Cerdocyonina
    - Gênero Cerdocyon
      - C. ensenadensis[13]
      - C. texanus (4,9–1,8 Maa)

    - Gênero Nyctereutes
      - N. abdeslami (3,6–2,6 Maa)
      - N. donnezani
      - N. megamastoides (2,6–0,13 Maa)
      - N. sinensis
      - N. terblanchei
      - N. tingi

    - Gênero Protocyon†
      - P. orcesi (0,78–0,012 Maa)
      - P. scagliarum
      - P. troglodytes (0,13–0,012 Maa)

    - Gênero Speothos
      - S. pacivorus

    - Gênero Theriodictis†
      - T. floridanus (1,8 Maa)

| - Tribo Vulpini - Gênero Ferrucyon† - F. avius (4,9–2,6 Maa) - Gênero Metalopex† - M. bakeri (10–4,9 Maa) - M. macconnelli - M. merriami (10–5,3 Maa) - Gênero Prototocyon - P. curvipalatus - P. recki - Gênero Vulpes - V. alopecoides (2,5–0,13 Maa) - V. angustidens - V. beihaiensis - V. chikushanensis - V. galaticus - V. praecorsac (3,2–0,78 Maa) - V. praeglacialis - V. riffautae - V. skinneri - V. stenognathus (14–0,3 Maa) - V. qiuzhudingi | - Urocyon - Gênero Urocyon - U. minicephalus (1,8–0,3 Maa) - U. progressus (4,9–1,8 Maa) - Caninae basal - Gênero Leptocyon† (31–10 Maa) - L. delicatus (31–20 Maa) - L. douglassi (31–26 Maa) - L. gregorii (25–20 Maa) - L. leidyi (20–14 Maa) - L. matthewi (14–10 Maa) - L. mollis (31–20 Maa) - L. tejonensis (14–10 Maa) - L. vafer (14–10 Maa) - L. vulpinus (20–16 Maa) - Não classificados - Gênero Protemnocyon† - P. inflatus (34–33 Maa) |

### Subfamília Borophaginae
- Tribo Borophagini (26–1,8 Maa)
  - Gênero Cormocyon (26–20 Maa)
    - C. copei (26–20 Maa)
    - C. haydeni (25–20 Maa)

  - Gênero Desmocyon (20–16 Maa)
    - D. matthewi (20–16 Maa)
    - D. thomsoni (20–16 Maa)

  - Gênero Euoplocyon (20–14 Maa)
    - E. brachygnathus (16–14 Maa)
    - E. spissidens (20–16 Maa)

  - Gênero Metatomarctus (20–16 Maa)
    - M. canavus (20–16 Maa)

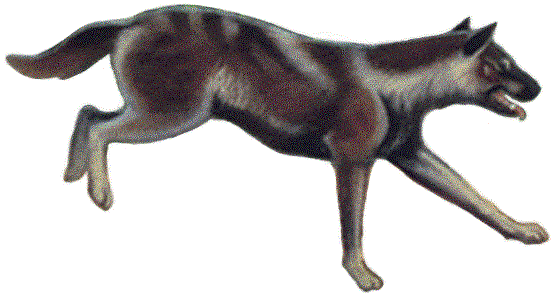
Restauração do Mesocyon

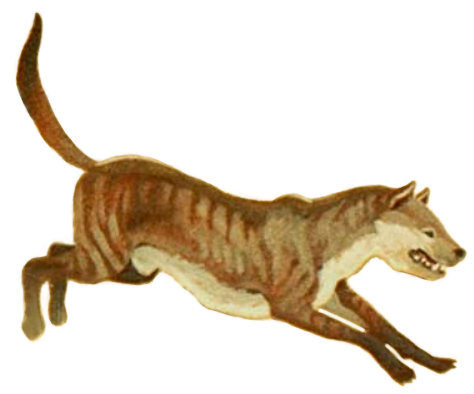
Restauração do Tephrocyon

  - Gênero Microtomarctus (16–14 Maa)
    - M. conferta (16–14 Maa)

  - Gênero Protomarctus (16–14 Maa)
    - P. optatus (16–14 Maa)

  - Gênero Psalidocyon (16–14 Maa)
    - P. marianae (16–14 Maa)

  - Gênero Tephrocyon (16–14 Maa)
    - T. rurestris (16–14 Maa)

| - Subtribo Aelurodontina (16–5,3 Maa) - Gênero Aelurodon (16–5,3 Maa) - A. asthenostylus (16–14 Maa) - A. ferox (14–10 Maa) - A. mcgrewi (16–14 Maa) - A. montanensis (16–14 Maa) - A. stirtoni (14–10 Maa) - A. taxoides (10–5,3 Maa) - Gênero Tomarctus (16–14 Maa) - T. brevirostris (16–14 Maa) - T. hippophaga (16–14 Maa) - Subtribo Borophagina (16–1,8 Maa) - Gênero Borophagus (14–1,8 Maa) - B. diversidens (4,9–1,8 Maa) - B. dudleyi (5,3–3,6 Maa) - B. hilli (5,3–3,6 Maa) - B. littoralis (14–10 Maa) - B. orc (5,3–4,9 Maa) - B. parvus (10–4,9 Maa) - B. pugnator (10–5,3 Maa) - B. secundus (10–4,9 Maa) - Gênero Carpocyon (16–5,3 Maa) - C. compressus (16–14 Maa) - C. limosus (10–5,3 Maa) - C. robustus (14–10 Maa) - C. webbi (14–5,3 Maa) - Gênero Epicyon (16–4,9 Maa) - E. aelurodontoides (10–4,9 Maa) - E. haydeni (10–4,9 Maa) - E. saevus (16–4,9 Maa) - Gênero Paratomarctus (16–5,3 Maa) - P. euthos (14–10 Maa) - P. temerarius (16–5,3 Maa) - Gênero Protepicyon (16–14 Maa) - P. raki (16–14 Maa) - Subtribo Cynarctina (16–10 Maa) - Gênero Cynarctus (16–10 Maa) - C. crucidens (12–10 Maa) - C. galushai (16–14 Maa) | - C. marylandica (16–14 Maa) - C. saxatilis (16–14 Maa) - C. voorhiesi (14–10 Maa) - C. wangi (16–14 Maa) - Gênero Paracynarctus (16–14 Maa) - P. kelloggi (16–14 Maa) - P. sinclairi (16–14 Maa) - Tribo Phlaocyonini (30,8–13,6 Maa) - Gênero Cynarctoides (31–14 Maa) - C. acridens (20–14 Maa) - C. emryi (20–16 Maa) - C. gawnae (20–16 Maa) - C. harlowi (25–20 Maa) - C. lemur (31–20 Maa) - C. luskensis (25–20 Maa) - C. roii (31–26 Maa) - Gênero Phlaocyon (31–16 Maa) - P. achoros (25—20 Maa) - P. annectens (25–20 Maa) - P. latidens (31–20 Maa) - P. leucosteus (20–16 Maa) - P. mariae (20–16 Maa) - P. marslandensis (20–16 Maa) - P. minor (25–16 Maa) - P. multicuspus (25–20 Maa) - P. taylori (31–25 Maa) - P. yatkolai (20–16 Maa) - Borophaginae basal - Gênero Archaeocyon (31–20 Maa) - A. falkenbachi (31–20 Maa) - A. leptodus (31–26 Maa) - A. pavidus (31–26 Maa) - Gênero Otarocyon (34–26 Maa) - O. cooki (31–26 Maa) - O. macdonaldi (34–33 Maa) - Gênero Oxetocyon (33–31 Maa) - O. cuspidatus (33–31 Maa) - Gênero Rhizocyon (31–20 Maa) - R. oregonensis (31–20 Maa) |

### Subfamília Hesperocyoninae
- Gênero Cynodesmus (31–20 Maa)
  - C. martini (31–20 Maa)
  - C. thooides (31–26 Maa)
- Gênero Caedocyon (31–20 Maa)
  - C. tedfordi (31–20 Maa)
- Gênero Ectopocynus (31–16 Maa)
  - E. antiquus (31–20 Maa)
  - E. intermedius (31–20 Maa)
  - E. siplicidens (20–16 Maa)
- Gênero Enhydrocyon (31–20 Maa)
  - E. basilatus (25–20 Maa)
  - E. crassidens (26–20 Maa)
  - E. pahinsintewkpa (26–20 Maa)
  - E. stenocephalus (31–20 Maa)
- Gênero Hesperocyon (37–31 Maa)
  - H. coloradensis (34–33 Maa)
  - H. gregarius (37–31 Maa)
- Gênero Mesocyon (33–20 Maa)
  - M. brachyops (31–20 Maa)
  - M. coryphaeus (31–20 Maa)
  - M. temnodon (33–20 Maa)
- Gênero Osbornodon (33–14 Maa)
  - O. brachypus (20–16 Maa)
  - O. fricki (16–14 Maa)
  - O. iamonensis (20–16 Maa)
  - O. renjiei (33–31 Maa)
  - O. scitulus (21–16 Maa)[19]
  - O. sesnoni (31–20 Maa)
  - O. wangi (31–20 Maa)[17]

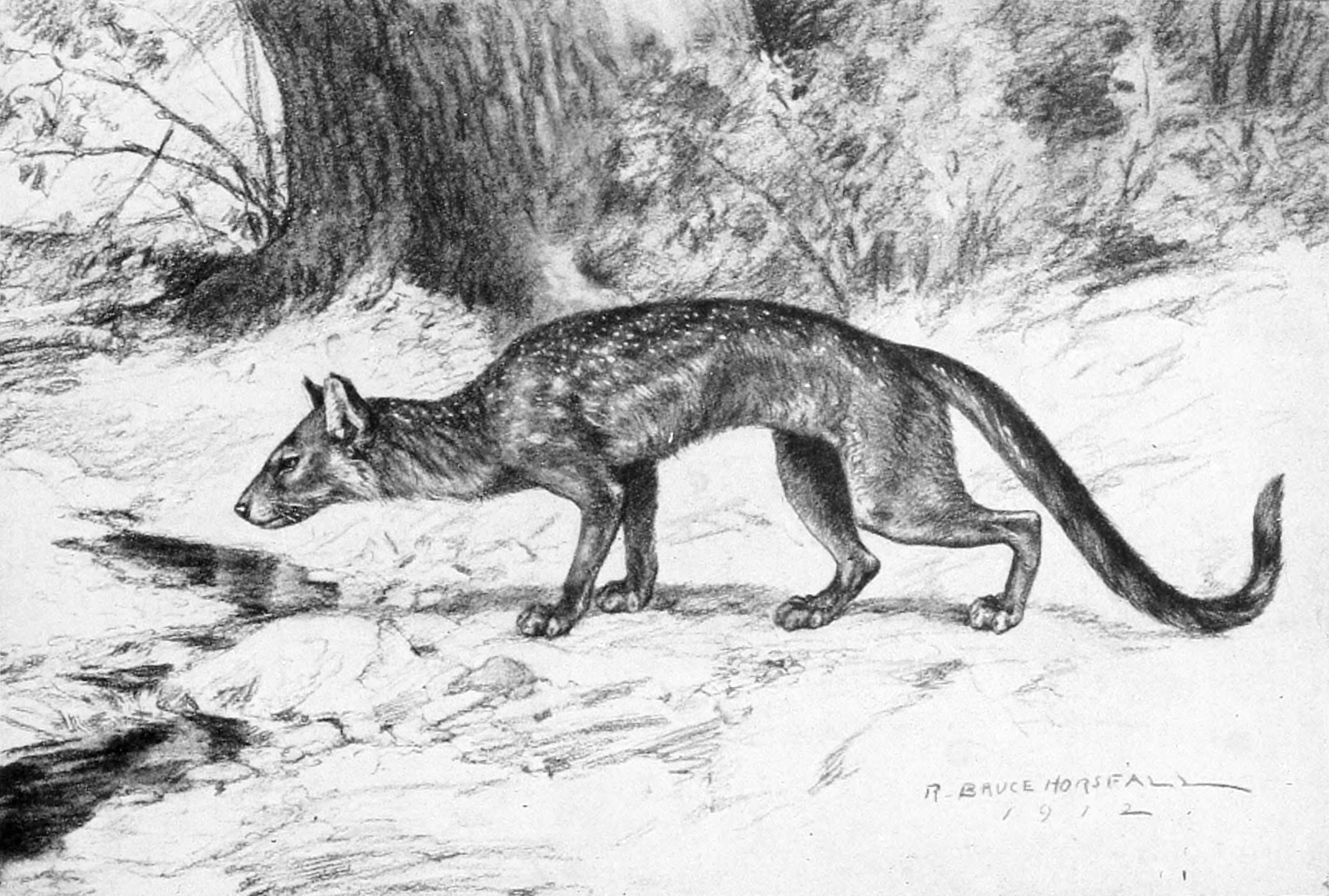
Restauração do H. gregarius

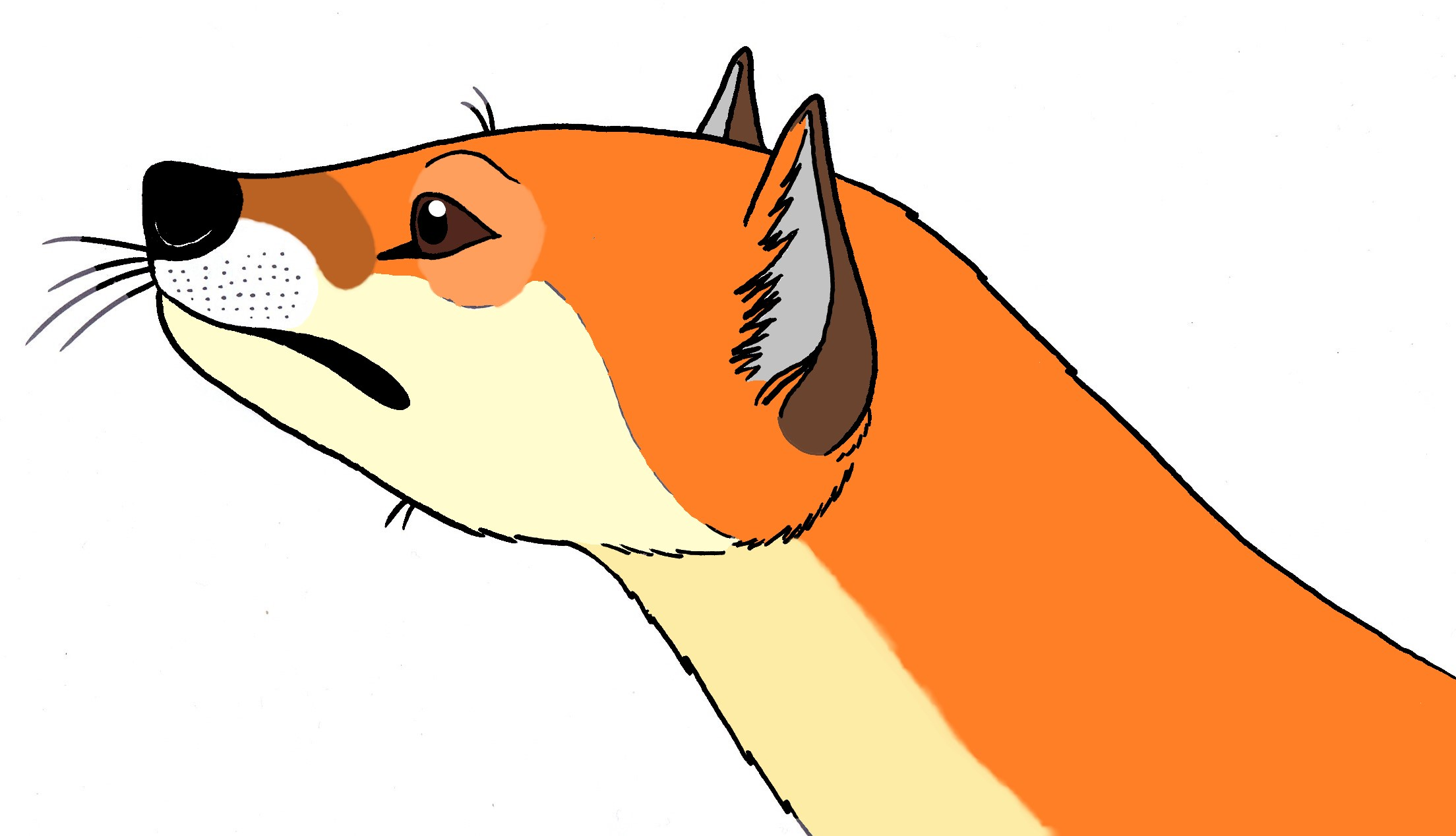
Restauração da cabeça do Hesperocyon

- Gênero Paraenhydrocyon (25–20 Maa)
  - P. josephi (25–20 Maa)
  - P. robustus (25–20 Maa)
  - P. wallovianus (25–20 Maa)
- Gênero Philotrox (31–26 Maa)
  - P. condoni (31–26 Maa)
- Gênero Prohesperocyon (37–34 Maa)
  - P. wilsoni (37–34 Maa)
- Gênero Sunkahetanka (31–26 Maa)
  - S. geringensis (31–26 Maa)